# Andrea Zuckerman
Andrea Zuckerman-Vasquez is een personage uit de televisieserie Beverly Hills, 90210, gespeeld door actrice Gabrielle Carteris. Carteris speelde de rol van 1990 tot en met 1995 en maakte in 1996, 1998 en 2000 ook gastverschijningen. In de serie speelde Carteris de rol van een 16-jarige, terwijl ze zelf 29 jaar oud was.
Tijdens het vijfde seizoen van de serie werd Carteris zwanger. Hierdoor moest de verhaallijn worden aangepast. Het karakter Andrea werd vervolgens uit de serie geschreven.

## Biografie
Andrea woont in Van Nuys en komt uit een joods gezin. Ze moet op zoek naar een school in haar eigen wijk, maar daar zijn geen goede scholen aanwezig. Ze gebruikt daarom de postcode 90210 van haar oma om alsnog op West Beverly Hills High te worden aangenomen.
Ze is een ijverige leerling met de ambitie om naar Yale te gaan. Overigens kiest ze uiteindelijk voor California University, omdat de collegegelden van Yale te hoog voor haar zijn. Op school wordt ze redacteur bij de schoolkrant West Beverly Blaze.
Andrea is bevriend met Brandon Walsh, op wie ze stilletjes ook verliefd is. Ze helpt hem om gekozen te worden tot voorzitter van de studentenraad.
Andrea is een buitenbeentje op West Beverly Hills High. Ze komt niet, zoals de meeste leerlingen, uit een rijke familie en ze voelt zich vaak een buitenstaander. Waar de andere leerlingen dure merkkleding dragen, is Andrea allesbehalve modieus en draagt ze goedkope kleding en een grote bril. Ze wordt door andere leerlingen beschouwd als een nerd. Haar grote gevoel voor rechtvaardigheid zorgt er voor dat ze soms betweterig overkomt.
Ze kreeg een relatie met Jesse Vasquez. De twee gaan met elkaar naar bed maar gebruiken geen voorbehoedsmiddelen, waarna Andrea zwanger wordt. De twee besluiten te trouwen en hierna wordt dochter Hannah geboren.
Het gezin verhuist naar het noordoosten van het land, maar uiteindelijk komt het tot een echtscheiding.